# Gonalston
 (janvier 2024).
Gonalston est un village du Nottinghamshire, en Angleterre.